# Albrecht von Anhalt
Albrecht von Anhalt (* 24. Juni 1735 auf dem Rittergut Kleckewitz; † 26. August 1802 in Dessau) war ein preußischer Generalmajor.

## Leben
Albrecht war der Sohn von Wilhelm Gustav von Anhalt-Dessau (1699–1737) und dessen Frau Johanne Sophie Herre (1706–1795). Die beiden waren morganatisch verheiratet. Erst nach dem Tod des Vaters wurden die Kinder unter dem gräflichen Titel „von Anhalt“ anerkannt.
Anhalt stand zunächst kurzzeitig in Diensten Hessen-Kassels, ehe er am 31. Juli 1752 als Sekondeleutnant im Infanterieregiment „von Bredow“ der Preußischen Armee angestellt wurde. In der Schlacht bei Kunersdorf am 12. August 1759 wurde er von einer Kugel getroffen, die aber nur Quetschungen verursachte. Am 13. Juni 1765 wurde Anhalt Kapitän und Kompaniechef. Als Major kämpfte er im Feldzug 1778/79 und wurde für seine Verdienste am 3. Oktober 1778 mit dem Orden Pour le Mérite ausgezeichnet. Seiner Bitte auf schnellere Beförderung mit Verweis auf seine lange Dienstzeit entsprach König Friedrich II. nicht. Daraufhin meldete er sich krank und nahm seinen Abschied. Sein Versuch, als Oberst in sächsische Dienste zu treten schlug fehl.
Erst am 23. Mai 1788 wurde er auf vielfache Bitten hin durch König Friedrich Wilhelm II. wieder in der preußischen Armee als Oberstleutnant und Chef des Füsilierbataillons „von Baer“ angestellt. Im Jahr 1789 wurde er Oberst und 1794 Generalmajor. Im Jahr 1795 erhielt er das Infanterieregiment „von Favrat“. Seinen Abschied nahm er 1800 mit einer jährlichen Pension von 1000 Talern. Seine Bitte um Verleihung des Charakters als Generalleutnant lehnte König Friedrich Wilhelm III. ab.

## Familie
Albrecht von Anhalt war seit dem 24. Juni 1764 mit Sophie Luise Henriette von Wedel (1750–1773) verheiratet. Sie war die Tochter von Christian Heinrich von Wedel (* 1724) und dessen Ehefrau Anne Luise Philippine, geborene von Preuss (* 1728). Das Paar hatte folgende Kinder:
- Friederike Fernandine Wilhelmine (1765–1767)
- Friedrich Heinrich Leopold Albrecht (1766–1803), kursächsischer, später preußischer Offizier
- Luise Karoline Sophie (1767–1842) ⚭ Franz Johann Georg von Waldersee (1763–1823), illegitimer Sohn von Leopold III. von Anhalt-Dessau
- Friedrich Heinrich Wilhelm (1769–1792), Forstreferandar
- August Gustav (1772–1823), preußischer Offizier